# Lophojoppa sponsatoria
Lophojoppa sponsatoria là một loài tò vò trong họ Ichneumonidae.